# Ace of Spades (песня)
Ace of Spades (с англ. — «Туз пик») — песня британской рок-группы Motörhead. Первый трек одноимённого альбома. В октябре 1980 года была издана синглом, а в 1988 году синглом была издана концертная версия песни, из альбома Nö Sleep at All.
В переводе на русский язык название песни означает «туз пик». Считается своеобразным гимном Motorhead. Входит практически во все сборники и концертные альбомы группы. Песня долго занимала лидирующие позиции в английских чартах. Критиками была принята в целом благожелательно, публикой — восторженно. Сегодня считается классикой британского рока. Журналом Q была названа 27-м в истории человечества по популярности гитарным треком. Песня заняла второе место в списке лучших метал-песен всех времен, по версии компании-производителя гитар Gibson и шестое место в аналогичном списке, по версии журнала DigitalDreamDoor. Также композиция вошла в список «Top 100 Hard Rock Songs», по версии телеканала VH1, где заняла десятую позицию. По результатам опроса читателей издательства TeamRock гитарный рефрен «Ace of Spades» в 2017 году вошёл в число двадцати величайших гитарных риффов всех времён. В марте 2023 года группа авторов американского издания Rolling Stone включила композицию в список «100 величайших хеви-метал песен всех времён». В этом рейтинге она заняла 3-ю позицию.
В сентябре 1993 года лейбл WGAF Records переиздал оригинальную композицию на CD-сингле, аудиокассете и грампластинке формата 12". Помимо заглавного трека туда также были включены песни «Louie Louie», «Dirty Love» и CCN-ремикс «Ace of Spades». Данный сингл достиг 23-й позиции в британских чартах.

## Кавер-версии
Существует почти полсотни кавер-версий. В частности каверы на композицию, в разное время, исполняли:
- Del Amitri
- Crowbar
- Bathory
- Sodom
- Stereophonics
- Basement Jaxx
- Stiff Little Fingers
- Гайдамаки
- F.P.G.
- Amatory
- Bullet for My Valentine

## Список композиций

### Оригинальный сингл
- «Ace of Spades» (Лемми, Кларк, Тейлор) — 2:49
- «Dirty Love» (Лемми, Кларк, Тейлор) — 2:57

### Концертная версия (1988)
- «Ace of Spades» (Лемми, Кларк, Тейлор)
- «Dogs» (Лемми, Würzel, Кэмпбелл, Тейлор)
- «Traitor» (Лемми, Würzel, Кэмпбелл, Тейлор)

## Участники записи
- Иэн Фрэйзер «Лемми» Килмистер — бас-гитара, вокал
- Эдди «Быстрый» Кларк — соло-гитара
- Фил «Philthy Animal» Тэйлор — ударные

В записи концертной версии, выпущенной синглом в 1988 году принимали участие:
- Иэн Фрэйзер «Лемми» Килмистер — бас-гитара, вокал
- Фил Кэмпбелл — соло-гитара
- Мик «Würzel» Бёрстон — соло-гитара
- Фил «Philthy Animal» Тейлор — ударные

## Позиции в чартах
| Год  | Чарт             | Позиция |
| ---- | ---------------- | ------- |
| 1980 | UK Singles Chart | 15      |
| 1993 | UK Singles Chart | 23      |